# Apelativum
Apelativum je obecné jméno, tedy takové jméno, které není vlastním jménem (propriem), například kůň, radost, kámen (v protikladu ke jménům jako Tomáš nebo Fantomas). Apelativizace proprií, krátce jen apelativizace (méně často též deproprializace, v onomastice též deonymizace), je proces vývoje jazyka, vlastně zvláštní případ metonymie, jimž se původní vlastní jméno stává obecným a zpravidla rozšiřuje svůj význam. Vlastní jméno osoby, jejíž jméno bylo apelativizováno, se nazývá eponym.

## Příklady apelativizace
Nejčastěji tímto způsobem vznikají obecná slova z názvů výrobců. Například:
- botasky
- hajcman (Heintzman)
- inbus (v hovorové němčině zkomoleno na imbus a v této podobě se rozšířilo do dalších jazyků)
- jar
- karimatka
- karma (jako plynový ohřívač, původně zkratkové slovo ze jména Karel Macháček)[2]
- kecky
- kroksy
- kuka
- lux
- majler
- mikroten
- minimax
- nutella
- peloušek (vzduchový utahovač šroubů podle Oldřicha Pelouška)
- pišingr (oplatky)
- rolba

- semtex (plastická trhavina)
- vianina (betonová roura podle Guida Vianiniho)
- vidium (původně slinutý karbid s ochrannou známkou Widia)
- wapka (původně vysokotlaká technika německého výrobce Wap Reinigungssysteme GmbH)[3]
- xerox

- žiletky (česká zkomolenina původního tvaru gillette)[4]

### V angličtině
- kleenex – v americké angličtině papírový kapesníček (podle značky Kleenex)
- palmolive – v americké angličtině jar – prostředek na mytí nádobí (podle značky Palmolive)

### V němčině
- Tempo – papírový kapesníček (podle značky Tempo)

## Apelativizace a obchodní značky
Velké množství běžně užívaných apelativ je odvozeno od názvů firem nebo jejich zboží. V takovém případě dochází k zobecnění původního unikátního názvu (obchodní značky), a původně unikátní název je v původní či modifikované podobě používán i na konkurenčí výrobky (lux, žiletky apod.). V některých případech je to poučenějším spotřebitelům všeobecně známé (např. lux). V jiných případech (džíny, rifle, talián aj.) už naopak většinová veřejnost původní význam vůbec nezná.
O tom, zda je apelativizace obchodní značky výhodou, nebo nevýhodou, se vedou spory. Mnohdy závisí na konkrétních okolnostech, které musí vzít tvůrce značky v úvahu.

## Proprializace – opak apelativizace
Běžnější je opačný vývoj, kdy obecné jméno se stane vlastním jménem firmy, výrobku, osoby, geografického útvaru (toponyma) apod. – např. hlubina → důl Hlubina, rusky мир (mir, česky mír; svět) → Мир (Mir, vesmírná stanice), firma Snaha, město Červený Kostelec, pan Tlustý. Takový jev se nazývá proprializace (onymizace).
Téměř všechna vlastní jména vznikla původně ze jmen obecných nebo jejich zkratek. Pojmenování onymizovanými apelativy byla typická pro země bývalého východního bloku[zdroj⁠?!] (např. kolej Hvězda, Větrník, ropovod Družba, noviny Práce, Rudé právo, Jiskra, družstvo Svornost).
Nauka o vlastních jménech a jejich původu se nazývá onomastika.

## Podobné případy
Někdy podobným způsobem vznikají nová slova i ze jmen osob – například některé -ismy (např. šovinismus, marxismus-leninismus aj.), Potěmkinova vesnice, je to takový malý Hitler, jet na Pražáka (vlastně jako Pražák, tj. bezohledně); v těchto případech jde však o složitější situace než je pouhá apelativizace. K jisté apelativizaci dochází, vzhledem k tomu, že se ale slovo mění formálně (odvozováním) nebo jde o určitou frazeologickou jednotku (ustálenou vazbu), nejde o apelativizaci v pravém slova smyslu a tyto výrazy se ani nepíší s malým písmenem. U označení posledního dne v roce, s/Silvestra, nejde o apelativizaci vůbec, nýbrž o metonymii (jméno světce se přenáší na název dne, ale nevznikají nové jiné dny s označením silvestr). Podobnou metonymií je např. spojení čtu Čapka, půjčil jsem si dvě Němcové, všichni ti Hitchcockové ( = Hitchcock a mu podobní), stovky a stovky dalších Zátopků.